# Albuca
Albuca es un género de plantas con flores perteneciente a la subfamilia de las escilóideas dentro de las asparagáceas. Es originario de Sudáfrica.

## Descripción
Alcanza un tamaño de 8 cm hasta 1,2 m de altura y puede ser plana o con quilla. Por lo general, son carnosas. El jugo es mucilaginoso. Las flores de algunas especies son perfumadas, especialmente por la noche. Nacen en racimos, generalmente delgados, pero la parte superior plana en algunas especies. Algunas de las especies más pequeñas tienen solo uno o dos floretes en un tallo, apenas se parece claramente un racimo. El color de las flores varían del amarillo al blanco, muchas especies tienen un tinte verdoso o amarillento. La mayoría de las especies tienen también una zona verde amplia, o banda longitudinal por el centro de cada tépalo. Tienen 6 tépalos en forma de campana. Las flores suelen tener una forma característica que resulta del hecho de que los tres tépalos externos son independientes y se diferencian radicalmente de los tres internos que permanecen erectos y gruesos, formando efectivamente un tubo carnoso. El fruto en forma de cápsula normalmente tiene muchas semillas negras angulares.

## Taxonomía
El género fue descrito por Carlos Linneo y publicado en Species Plantarum, Editio Secunda 438. 1762.
Etimología
Albuca: nombre genérico que deriva del latín albus por el hecho de que las primeras especies descritas llevaban flores blancas.

## Especies seleccionadas
- Albuca altissima
- Albuca aurea
- Albuca bracteata
- Albuca canadensis
- Albuca fastigiata
- Albuca flaccida
- Albuca nelsonii
- Albuca pachychlamys
- Albuca setosa
- Albuca viridiflora